# Julio César Aráoz
Julio César Aráoz Farajet (Córdoba, 7 de agosto de 1948) es un abogado y político argentino. Ocupó varios cargos públicos durante la presidencia de Carlos Menem (1989 - 1999).

## Biografía
Se recibió de abogado en la Universidad Católica  de Córdoba.
En 1989 estuvo al frente de la Secretaría de Energía. En 1990 es designado Interventor Federal en la Provincia de Tucumán. Mientras cumplía ese último cargo, realizó gestiones junto al Ministro del Interior de entonces, Julio Mera Figueroa, para repatriar a Palito Ortega que estaba radicado en Miami, y postularlo para Gobernador de Tucumán, candidatura en la que resultó vencedor.
Fue vicepresidente del Consejo Nacional Justicialista, junto a Eduardo Duhalde, siendo presidente Carlos Menen (1991-1997).
Más tarde pasó a ocupar el Ministerio de Salud y Acción Social, en pleno brote de epidemia de cólera en el norte argentino, lo que lo llevó a recorrer frecuentemente esa zona del país. Fue miembro de la Convención que sancionó la reforma constitucional de 1994.
A comienzos de 1996 fue designado al frente de la Secretaría de Programación para la Prevención de la Drogadicción y la Lucha contra el Narcotráfico (SEDRONAR). Hacia 1998 fue nombrado como Embajador ante la Organización de Estados Americanos, cumpliendo dicha función hasta el fin del mandato de Menem, en diciembre de 1999. Fue designado presidente del consejo permanente de la organización. En ese último año, paralelamente a su cargo de embajador, fue el jefe de la campaña presidencial de la fórmula Eduardo Duhalde - Ramón Ortega.
En 2011 estuvo nuevamente al frente de la campaña presidencial de Duhalde, que esta vez llevó a Mario Das Neves como compañero de fórmula.